# 0戦はやと
『0戦はやと』（ゼロせんはやと）は、週刊少年キングで連載されていた辻なおきの漫画作品。また、それを原作としたテレビアニメ。

## 漫画
漫画版は「週刊少年キング」創刊号（1963年7月8日）から昭和39年（1964年）第52号まで掲載された。
昭和17年（1942年）、大日本帝国海軍は各戦線から腕利きの撃墜王35人を集め、宮本大尉の下に爆風隊を結成、ニューギニア戦線で64機撃墜の実績を誇る東隼人もその一員に選ばれた。モロタイ基地に派遣された爆風隊は、隼人が考え出した数々の奇策もあって何度も大きな戦果を上げるが、隼人の父である黄桜隊司令官東大佐は、敵のエース・パイロット、スカイキング中尉（後にキングサタン中佐と名前が変わる）に撃墜されてしまう。隼人はキングサタンに一騎討ちを挑むがかなわず、その後特訓を繰り返し、最後にキングサタンを倒したところで物語が終わる。隼人のその後については明らかにされていないが、1966年に「週刊少年キング」に連載された『0戦仮面』では、ある日仲間5機と一緒に出撃して結局帰って来なかったため戦死とされている。
『0戦仮面』は『0戦隼人』や、「少年画報」に連載されていた同じ作者の『0戦太郎』の続編的な内容であり、仮面で顔を隠した、その名も仮面少尉を主人公とし、宮本大尉や、隼人の同僚である石川上飛曹も登場するが未完に終わった。

### 登場人物等

#### 大日本帝国海軍

##### モロタイ基地
爆風隊
どんなに強力な敵の空軍にも負けない戦闘隊を作るため、宮本大尉が南方戦線の優秀なエースパイロット35名を集めて編成した、「世界一強い日本航空隊」。編成後の猛訓練を経てモロタイ基地に進出し大活躍する。全員が零戦に落下増槽タンクを付けたままで空戦を行うことができるほどの技量を有する。使用する機体はその形状と、武装が20ミリと7.7ミリを各2門搭載していることから52型または52型甲である。
東隼人（あずまはやと）
一等飛行兵曹。元ニューギニヤ戦線・電光隊所属（マノクワリ基地）。爆風隊入隊までの撃墜数は64機。操縦する愛機に黒鷲のマークを入れている。マノクワリ基地で一番多くの敵機を墜としていた。どんなに苦しいときも笑顔を忘れない、隊一番の人気者。父は日本の撃墜王と呼ばれる、黄桜隊隊長・東大佐。一色によれば、伊賀忍者・東三太夫の子孫らしい。
一色強吾（いっしききょうご）
一等飛行兵曹。元マレー戦線・黒雲隊。爆風隊入隊までの撃墜数64機。マレー戦線の少年撃墜王として有名だった。愛機に四方手裏剣のマークを入れている。眠ったような細い目の中に鋭い光をやどし、どんな厳しい訓練にも汗ひとつかかない。甲賀忍者の子孫で、隼人をライバル視しており、2人の実力は拮抗している。妹のユカリが、後に看護婦としてモロタイ基地に着任する。
石川八衛門（いしかわはちえもん）
上等飛行兵曹。元ボルネオ戦線・旋風隊。爆風隊入隊までの撃墜数47機。鍾軌髭の厳つい風貌で気が短いが、ひょうきんなところもある。自称、石川五右衛門（作中の表記は「五衛門」）の子孫。九州の方言で話す。機体のマークは「お釜」。髭は先祖代々由緒あるものなので、剃り落とすわけにはいかないとのこと。
大山
一等飛行兵曹。元ギルバート基地のエース。隼人の親友となる。少々太めで、食いしん坊。機体のマークは「串団子」。なお、宮本大尉に自分の名前と撃墜数を報告する場面で、「セレベス戦線・朝風隊・撃墜数36機」と申告している者も大山一飛曹を名乗っているが、描かれた顔は別人。
細川
一等飛行兵曹。大山と同じく、元ギルバート基地のエース。隼人の親友となる。機体のマークは「金槌」。大山と対照的に、細身。
小川
一等飛行兵曹。爆風隊入隊までの撃墜数33機。宮本大尉に自分の名前と撃墜数を報告する場面のみ登場。
中野、大久保、代々木、四谷
一等飛行兵曹。モロタイ基地に潜入した特殊工作隊が呼び寄せた爆撃機隊を迎撃する際、哨戒飛行を命ぜられる。姿が描かれたのは大久保のみ。
江原、太田、原田
一等飛行兵曹。上記の戦闘後、撃墜数を申告する。
太田康助（おおたこうすけ）
輸送船団を攻撃する銀嶺爆撃隊の護衛をした際に負傷、自爆しようとするが宮本大尉に叱責される。なお上記の太田一飛曹は後ろ姿のみなので、同一人物かどうか確認できない。
平川
輸送船団を攻撃する銀嶺爆撃隊の護衛をした際に負傷。
その他
宮本大尉のセリフ中で、八木・西本・品川・田端・大崎・吉田・九里・笹川・望月・小城が出てくる他、セリフと姿の両方または一方が描かれたものの、名前が示されなかった者が多数いる。
宮本大尉
海軍大尉。爆風隊を編成し、その隊長に就任する。口髭を蓄えており、その厳しい指導ぶりから鬼大尉と呼ばれている。昔は優しい隊長だったが、自分の本当の気持ちを殺し隊員たちを厳しく教育することで、世界一強い日本航空隊を作り、戦争に勝つという全国民の期待に応えようとする。訓練終了後は、隊長としてだけでなく隼人たちの兄貴分のような描写も増えた。爆風隊編成時の撃墜数は240機。戦闘機乗りとしての技術も一流だが、訓練用のペイント弾を考案するなどの才もある。非常に部下思いで無謀な作戦は拒否することもあり、特に爆風隊による特攻作戦は2度拒否している。機体のマークは「刀の鍔」。
紫雲隊
爆風隊配備以前からモロタイ基地を根拠とする戦闘機隊。隊長は団中佐。元は100機以上の戦闘機を有していたが、ある作戦で特攻を実施。結果、団中佐を含めて7機まで減ってしまった。後の戦闘でさらに大野ともう一人を失い5機となったが、さらに後、予科錬を出たばかりの35名の二等飛行兵曹を加え40機に回復した。しかしその35名は、飛行時間がわずか150時間に過ぎず……。
団中佐
海軍中佐の紫雲隊々長。指揮する隊が勢力を失い、新参の爆風隊が華々しい活躍をするため嫉妬している部分があり、爆風隊に辛く当たる。かつて、偵察機の操縦員だった息子の団少尉を失っている。
モロタイ基地司令部
原田司令官
海軍大佐。モロタイ島が侵攻を受けた際などに指揮を執った。なお、基地司令部は物語中盤以降に初登場し、当初は紫雲隊の団中佐がその役割を果たしていた。
軍医
負傷した隼人の治療を行ったが、そのまま出撃しようとする隼人を、お前のようないいやつをみすみす死なせるわけにはいかないと、必死で停めようとする。
和田主計中尉
宮本大尉に、団少尉戦死の状況を教えた。
一色ユカリ
一色の妹で、看護婦。少しでも戦地の兵隊の手伝いをしようと看護婦になった。心優しい美少女で、隼人と惹かれ合う。
ちよ、はな、とみ
看護婦。それぞれ細川、大山、石川と仲がいい。

##### その他の部隊
連合艦隊
山本五十六
海軍大将、連合艦隊司令長官。爆風隊へ作戦命令を直々に伝えるためにモロタイ島へやってきた際、搭乗していた一式陸攻が襲われたが、爆風隊に救われた。しかし帰還の途中、P-38に襲われ殉職した。
黄桜隊
リーチ島基地所属。隊長は東大佐。
東大佐
隼人の父で、海軍大佐の黄桜隊々長、日本の撃墜王。宮本大尉も大佐の部下であった。またキングサタン中佐とは旧友。自分自身にも厳しく、公私のけじめをつけるが、いつも隼人のことを気にかけている。零戦の改良を意見具申していたが中央には聞き入れてもらえず、とりあえず自分の愛機にその改良（フラップの自動化）を施していた（零戦五二乙型改と呼称)。
橘中尉
黄桜隊における、東大佐の片腕。空母「洋鶴」における共同作戦の際、隼人の兄となってなんでも相談にのってやろうとした。しかし隼人の軽率な行動のため、中尉は……。
航空母艦 洋鶴（ようかく）
日本海軍の秘密空母。艦型は実在の隼鷹のような、傾斜煙突と艦橋が一体化した構造物を有する。ヘボン基地に向かう敵の機動隊を攻撃するため、単艦で行動する。洋鶴航空隊の援軍として、爆風隊と黄桜隊が臨時に加わった。
あかつき隊
一式陸攻の部隊。ラガール島にいる敵艦隊を攻撃する際、爆風隊と共同した。
白雲隊
ウイロウ基地の一式陸攻部隊。モロタイ基地に敵の大艦隊が迫った際に応援を求められたが、別基地攻撃のため出動してしまっていた。
銀嶺隊（銀嶺爆撃隊）
一式陸攻の部隊。輸送船団攻撃の際、爆風隊の援護を受ける。
南風隊
バリバ島の航空隊だったが、爆風隊が訪れた際には、基地はすでにアメリカ軍に占領されてしまっていた。
107輸送隊
隼人がマニラ基地に赴く際、輸送機を1機借りた。

#### アメリカ陸軍
PR基地
キングサタン
愛機P-51の機体に黒いサタンのマークを描いた、アフリカの悪魔と言われた撃墜王。アフリカでメッサーシュミットを多数撃墜した後、太平洋戦線へ回ってきた。東大佐とは古い親友だったが、戦争が2人を引き裂いてしまった。初登場時は「スカイ・キング中尉」だったが、3回目の登場でキングサタン少佐、さらにその直後の登場では中佐と記載されていたなど、混乱が見られる。

## テレビアニメ
1964年1月21日から10月27日までフジテレビ系で放送された。全39話。ピー・プロダクション制作。明治キンケイカレー（現：株式会社 明治）の一社提供。モノクロ作品。
ピープロが初めて制作したテレビアニメである。「折込広告社」が代理店となり番組が企画されたが、本作は戦時下の軍人を主役にしているために「子供番組で戦争謳歌をやるのか」と、番組売り込みの際には各テレビ局の組合から批判する攻撃が厳しかった。うしおそうじ（鷺巣富雄）は「特にTBSがきつかった」と述懐している。結局、保守系のフジテレビでの放送枠が決定。これを機に以後うしおそうじとピープロは、フジテレビでの番組制作を続けていくこととなる。
うしおによると、制作予算は虫プロの『鉄腕アトム』よりもさらに低く、一本あたり300万円（当時）を切っていたという。このため、セル画の描画枚数を省くため、うしおの考案で木枠のガラス板がセル画の上で昇降する「ゴンドラ式撮影スタンド」という撮影機材を作り、ゴンドラ移動で手前のセル画を動かして飛行シーンの遠近感を演出した。これは元々うしおが東宝で特撮に従事していた経験から生まれたアイディアだったという。この撮影スタンドはその後、アニメスタジオの定番機材となった。またバンクシステムが多用され、うしお自身が絵コンテと作画を手掛けた第24話『まぼろしの戦車』では、少数の新規作画シーンを除いたほぼ全編の動画がバンクシステムを使って製作された。この他には海面の描写に実景を用いたり、エアブラシによる雲の表現など、うしおが東宝での海軍属託時代に培ってきた技術が多用された。
番組途中で、大映で特撮助監督を務めた小嶋伸介や田賀保がピープロに参加。合成撮影技術を持ち込んでいる。小嶋によると、この時期のピープロの社屋はうしおのガレージにトタン張りしたもので、雨が降ると雨漏りするようなものだったという。
当初は3クールの放送予定を予定していたが視聴率が低迷し、フジテレビ側は2クール（26本）目での打ち切りを打診してきた。うしおが泣きついて何とか3クール（39本）まで延長してもらったが、ちょうどこの時TBSからピープロに、手塚治虫の『ビッグX』の製作依頼が支度金3000万円（当時）で舞い込んだ。うしおはこれに飛びついたが、ピープロのアニメスタッフの組合が「30分物の2本掛け持ちは無理」と猛反対し、うしおの説得むなしくこの話は流れた。既に放映枠とスポンサーを確保済みで困ったTBSは、『ビッグX』製作のために新たなアニメ制作会社「東京ムービー」（現：トムス・エンタテインメント）を旗揚げすることとなった。
脚本担当の倉本聡は、主題歌の作詞も担当している。
漫画原作と異なり、劇中では政治的理由から現実の国名は避けられ、敵国名はアルファベットで代用された。
1960年代の少年漫画誌では戦記ブームが湧き起こっており、『大空のちかい』『紫電改のタカ』『ゼロ戦レッド』『あかつき戦闘隊』など太平洋戦争を描いた漫画作品がいくつか存在したが、結局テレビアニメ化されたのは本作のみであった。戦争を題材にしていることにより、PTAから批判を受けていたとされる。
1977年夏に東京12チャンネル（現：テレビ東京）で放送されたアニメ番組懐古企画『マンガ祭り60分!』では、本編1話分が放送されている。

### 登場人物
- 東隼人（声：北條美智留）
- 一色強吾（声：朝倉宏二）
- 宮本大尉（声：大塚周夫）
- 細川一飛曹（声：田の中勇）
- 東大佐（声：家弓家正）
- 石川八衛門（声：大山豊）
- 大山一飛曹（声：河野彰）

### スタッフ
- 演出：星野和夫
- 製作：鷺巣富雄
- 脚本：倉本聡、鷺巣富雄、河野詮
- 合成撮影：小嶋伸介
- 音楽：渡辺岳夫

### 主題歌
- 「0戦はやと」
  - 作詞 - 倉本聡 / 作曲 - 渡辺岳夫 / 歌 - ボーカル・ショップ（途中から ひばり児童合唱団）
  - 映像は一貫して同じであったが、歌によって「ボーカル・ショップ版」・「ひばり児童合唱団版・前期」・「ひばり児童合唱団版・後期」の3バージョンがあり、「ひばり版・前期」は前半はインストルメンタルでナレーション入り、後半は1番を放送したのに対し、「ひばり版・後期」は前後半とも歌詞入り（前半1番、後半2番）になっている。

### 各話リスト
| 話数 | サブタイトル         | 放送日         |
| ---- | -------------------- | -------------- |
| 1    | 行け爆風隊           | 1964年 1月21日 |
| 2    | 大戦果               |                |
| 3    | 友情はつよし         |                |
| 4    | 戦法" 紙吹雪"        |                |
| 5    | 盗まれた暗号         |                |
| 6    | 目標発見す           |                |
| 7    | 暗闇の翼             |                |
| 8    | 長ぐつ作戦           |                |
| 9    | 一進一退             |                |
| 10   | 孤島の秘密           |                |
| 11   | こわれたマスコット   |                |
| 12   | 海の狼               |                |
| 13   | おとり作戦           |                |
| 14   | 脱出作戦             |                |
| 15   | 傷ついた敵兵         |                |
| 16   | 緑の孤島             |                |
| 17   | 火山島噴火す         |                |
| 18   | ただよえるボート     |                |
| 19   | イルカ作戦           |                |
| 20   | イロイロ基地応答せよ |                |
| 21   | 尊い犠牲             |                |
| 22   | ゆうれい基地を捜せ   |                |
| 23   | 姿なき大編隊         |                |
| 24   | まぼろしの戦車       |                |
| 25   | 吹矢の男             |                |
| 26   | 父の死               |                |
| 27   | 単独飛行             |                |
| 28   | 罠                   |                |
| 29   | 重要書類異常なし     |                |
| 30   | 密林をつっ走れ!      |                |
| 31   | 選ばれた者           |                |
| 32   | 決死の不時着         |                |
| 33   | 黒い落下傘           |                |
| 34   | 影なき戦車隊         |                |
| 35   | 謎の島               |                |
| 36   | 砂漠の決闘           |                |
| 37   | 海の黒豹を倒せ       |                |
| 38   | 眼の中の対決         |                |
| 39   | その0戦をおとせ!     | 10月27日       |

放送前にはパイロットフィルムが制作されており、第1話として流用された。

### 放送局
- フジテレビ（制作局）：火曜 18:15 - 18:45
- 北海道放送：土曜 15:30 - 16:00[12]
- 青森放送：土曜 14:00 - 14:30[13]
- 岩手放送：火曜 18:00 - 18:30[14]
- 秋田放送：日曜 15:15 - 15:45[15]
- 山形放送：土曜 15:30 - 16:00[16]
- 仙台放送：火曜 18:15 - 18:45[17]
- 新潟放送：木曜 17:30 - 18:00[18]
- 北日本放送：木曜 17:35 - 18:05[19]
- 北陸放送：火曜 17:30 - 18:00[20]

### ビデオソフト化
- 1985年に、ジャパンホームビデオから第1話「奇襲」を収録したVHSとベータのビデオソフトが発売されている[21]。
- 1980年代にアダルトビデオメーカーの株式会社芳友舎から第2話「大戦果」を収録したVHSソフトが発売された。同社からは先に「まぼろし探偵」のビデオが発売されており、本作はレトロ作品のビデオ化第2弾という触れ込みだった。
- 本作品はこれまでに全39話分本編のビデオソフト・DVD・ブルーレイソフト化はされていない。主題歌入りのオープニング映像に関しては以下のビデオソフトに収録されている。

1. 東映ビデオ「TVヒーロー主題歌全集9 ピープロ編」（VHS） - ボーカル・ショップ版を収録。
2. ハミングバード「ピー・プロ テーマ&変身コレクション」（VHS、LD） - ボーカル・ショップ版を収録。
3. ハミングバード「マニア愛蔵版 懐かし～いTVアニメテーマコレクション」（VHS、LD） - ボーカル・ショップ版とひばり児童合唱団版[注釈 6]の2種類を収録。
4. 株式会社SHOWA「シルバージャガーの誕生」 - ひばり児童合唱団版を収録。

| フジテレビ系 火曜18:15 - 18:45枠 | フジテレビ系 火曜18:15 - 18:45枠 | フジテレビ系 火曜18:15 - 18:45枠 |
| 前番組                           | 番組名                           | 次番組                           |
| -------------------------------- | -------------------------------- | -------------------------------- |
| マンガで行こう!                  | 0戦はやと                        | 命知らずのケリー                 |